# Антирелігійна комісія
Антирелігійна комісія при ЦК ВКП(б) (у 1922—1928 роках офіційно називалася Комісією з проведення декрету про відокремлення церкви від держави при ЦК РКП(б)) — партійно-державний орган, який відповідав в СРСР за проведення антирелігійної політики радянської влади. Існувала від 13 жовтня 1922 по 30 листопада 1929 року.

## Створення
Комісія, створена замість кількох слабких комісій (Комісія з обліку і зосередження церковних цінностей, Комісія з реалізації церковних цінностей, Комісія з антирелігійної пропаганди), які працювали нерегулярно, очолюваних Л. Д. Троцьким і О. М. Ярославським, стала «централізацією всієї „антрелігійної справи“ в країні».

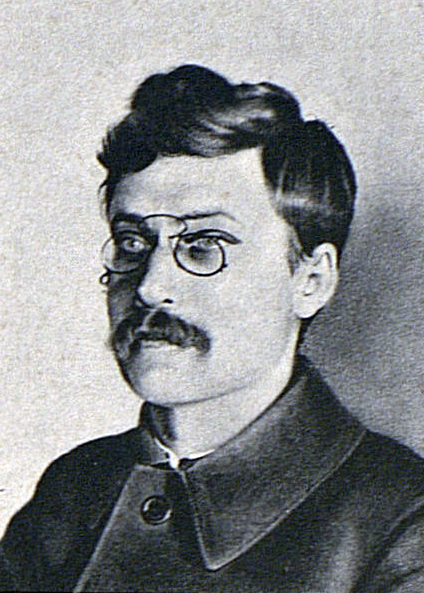
Омелян Ярославський

На організаційному засіданні 17 жовтня 1922 року комісія постановила обрати своїм головою Л. Д. Троцького. Однак 19 жовтня Політбюро призначило головою М. М. Попова. 18 січня 1923 року рішенням Політбюро його змінив О. М. Ярославський, який і залишався незмінним головою до кінця існування комісії (1929 року). Секретарем комісії й одночасно її куратором від ГПУ став Є. О. Тучков.

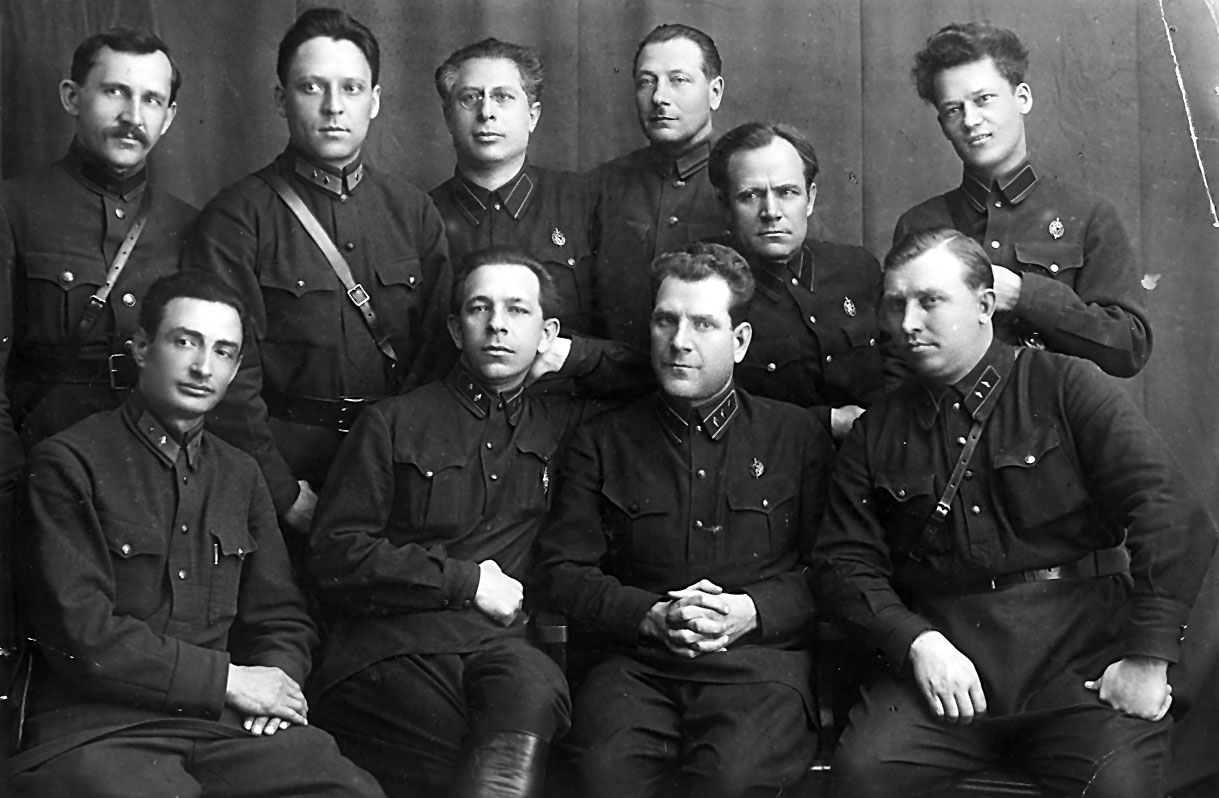
Секретар Антирелігійної комісії Є. О. Тучков (перший ряд, другий праворуч) серед співробітників повноважного представництва ОДПУ по Уралу

Крім них до складу комісії в різний час входили: А. В. Луначарський, В. Р. Менжинський, П. Г. Смидович, В. Д. Бонч-Бруєвич, П. А. Красіков, Г. В. Чичерін, М. В. Криленко, М. М. Литвинов, Я. С. Агранов, А. О. Сольц, І. І. Скворцов-Степанов, Н. К. Наріманов та інші керівники партійних та урядових установ і організацій. Стратегію і тактику комісії визначали В. І. Ленін, М. І. Бухарін, Л. Д. Троцький, Л. Б. Каменєв, Г. О. Зінов'єв, Й. В. Сталін, Ф. Е. Дзержинський, Л. М. Каганович, О. І. Риков. З урахуванням різних помічників, що залучалися як запрошені експерти, всього до діяльності комісії були причетними близько 100 осіб.

## Діяльність
Комісія проводила свої засідання в прийомній М. І. Калініна регулярно кожних два тижні. Всього відбулося 118 засідань, на яких було розглянуто 842 питання. Комісія мала широкі адміністративні повноваження і втручалася в діяльність усіх релігійних конфесій СРСР з найрізноманітніших питань — від організаційних і догамтичних до кадрових і фінансових.

### Методи
Комісія директивно скеровувала і контролювала діяльність усіх органів влади (партійних, державних, правоохоронних) щодо боротьби з релігією. Засоби цієї боротьби були найрізноманітнішими: цензура (зокрема комісія вирішувала, яку релігійну літературу і в яких обсягах в СРСР можна друкувати або ввозити), дезінформація, організація Союзу войовничих безбожників, арешти, каральні операції, судові процеси тощо. Також комісія готувала матеріали до рішень Політбюро.
Одним з методів комісії стала «робота» з релігійними лідерами. На них чинився тиск, їх залякували, вербували.

### Тактичні завдання

#### Боротьба з пацифізмом
Антирелігійна комісія та органи ОДПУ зіграли значну роль в офіційній відмові від пацифізму центральних органів євангельських християн і баптистів. Так, під час проведення в Москві XXV Всеросійського з'їзду баптистів (30 листопада — 8 грудня 1923 року), де обговорювалось це питання, комісія доручила ОДПУ 
|  | в разі винесення з'їздом резолюції з військового питання в негативному сенсі, …такий з'їзд розколоти на дві частини і постаратися мілітаристів, що відкололися, злити з євангелістами». |

Одночасно комісія ухвалила рішення про арешт під час з'їзду або відразу після нього 11 делегатів з яких 6 осіб (М. Д. Тимошенка, І. М. Шилова, М. О. Левінданто, Р. Д. Хом'яка, Глаголєва і Принцева) вислали в Нарим і на Соловки.

## Припинення діяльності
Після згортання «релігійного непу» у діяльності комісії відпала необхідність.

Засідання Політбюро ЦК 8 серпня 1929 року, на якому були присутні керівники комісії, ухвалило:
|  | Релігії зі своїми догмами, етикою, святами, обрядами, які самі по собі є контрреволюційною ідеологічною силою, — тим легше обертаються антирадянськими елементами на знаряддя зриву колективізації сільського господарства, соціалістичного змагання, переходу на безперервний виробничий тиждень… все це веде до ослаблення обороноздатності країни і є, по суті, підготовкою тилу в інтересах світового імперіалізму». |

Це супроводжувала спецдиректива, підписана Молотовим і Кагановичем, в якій релігійні організації оголошено легально діючою контрреволюційною силою, яка впливає на маси населення. Ця директива поклала початок релігійним гонінням.